# Arnia
Arnia é uma vila  no distrito de Jammu, no estado indiano de Jammu e Caxemira.

## Geografia
Arnia está localizada a 32° 31′ N, 74° 48′ L. Tem uma altitude média de 269 metros (882 pés).

## Demografia
Segundo o censo de 2001, Arnia tinha uma população de 9057 habitantes. Os indivíduos do sexo masculino constituem 52% da população e os do sexo feminino 48%. Arnia tem uma taxa de literacia de 65%, superior à média nacional de 59,5%; com 57% para o sexo masculino e 43% para o sexo feminino. 12% da população está abaixo dos 6 anos de idade.